# Marino Torlonia
Marino Torlonia (Roma, 6 settembre 1795 – Roma, 30 settembre 1865) è stato un nobile e imprenditore italiano, figlio maggiore di Giovanni Torlonia, capostipite della famiglia, e di Anna Maria Schultheiss, già vedova Chiaveri.

## Biografia

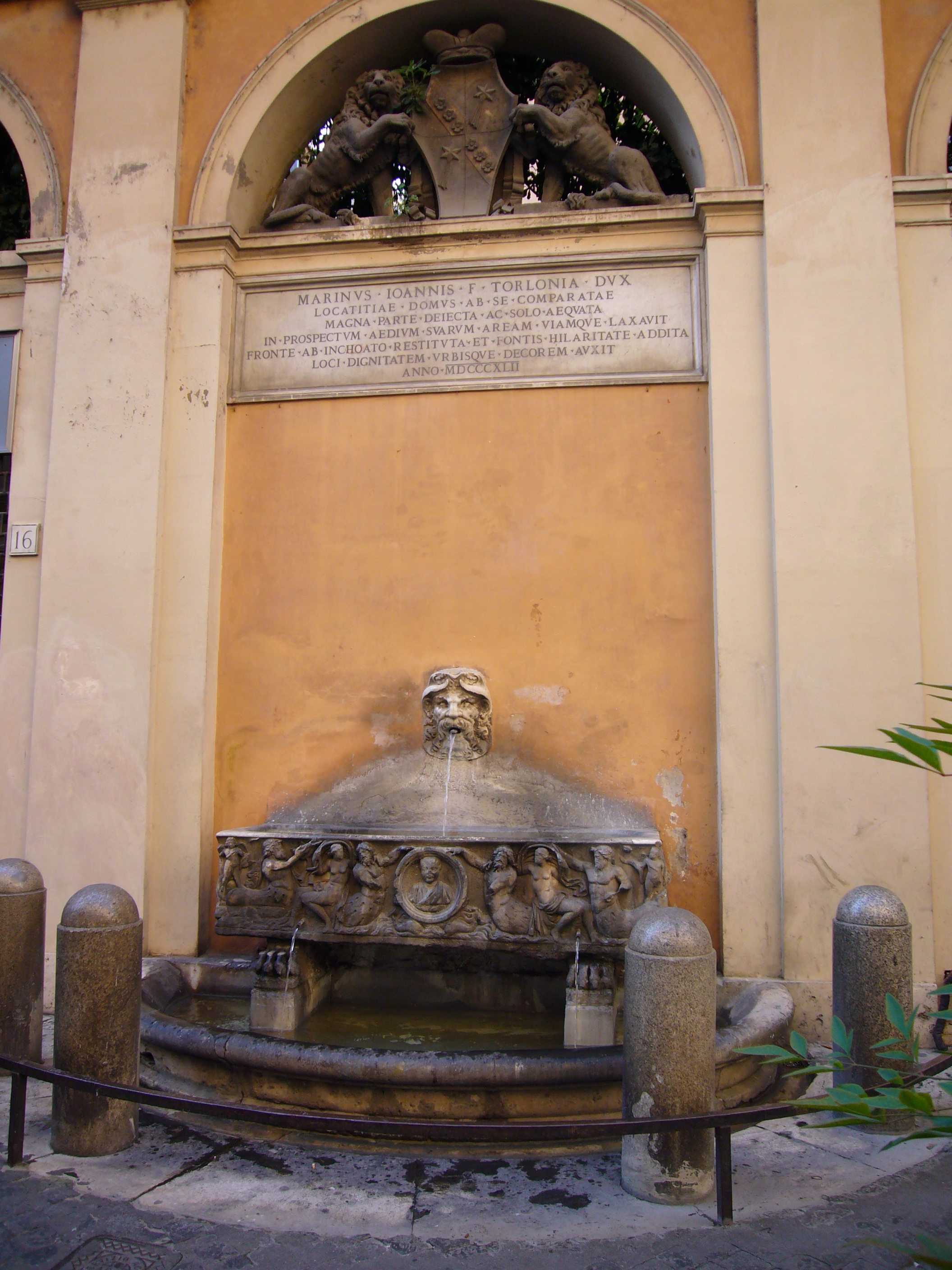
Fontana donata nel 1842 da Marino Torlonia alla città di Roma in via Bocca di leone, Campo Marzio

Marino Torlonia nacque a Roma il 6 settembre 1795; fu Duca di Bracciano, di Poli e di Guadagnolo.
Era amante delle arti e della mondanità Romana. Da non confondere con il nonno paterno Marino Torlonia senior (1725-1785).
Marino Torlonia il 7 ottobre 1821 sposò Donna Anna Sforza Cesarini e con questo matrimonio la sua famiglia giunse in possesso della villa già stata dei Ludovisi a Frascati. Dal matrimonio nacquero a Roma Giulio Torlonia (15 aprile 1824 - 22 giugno 1871) e Giovanni Torlonia (22 febbraio 1831 - 9 novembre 1858). Uno dei suoi nipoti, Don Leopoldo (1853-1918), figlio di Giulio e di Teresa Chigi della Rovere Albani, fu deputato, Sindaco di Roma tra il 1882 e il 1888, Senatore del Regno d'Italia dal 1909.
Marino Torlonia, di bell'aspetto, amava la mondanità e ambiva primeggiare in società pur non trascurando gli affari in cui cercava di rivaleggiare con il più abile fratello minore Alessandro Raffaele.
I discendenti in linea maschile di Marino Torlonia, fondatore del ramo primogenito della famiglia, daranno lustro al Casato imparentandosi con i Borbone di Spagna e contemporaneamente con i Battenberg tramite il matrimonio di suo pronipote Alessandro Torlonia, V principe di Civitella-Cesi con l'infanta Beatrice di Borbone-Spagna (1909-2002) figlia terzogenita di re Alfonso XIII di Spagna, pronipote per parte materna della regina Vittoria d'Inghilterra e zia del precedente re di Spagna Juan Carlos di Spagna.
Morì a Roma il 30 settembre 1865.

## Titoli
- Duca di Bracciano (titolo ceduto all'inizio del sec. XIX, assieme al feudo con il Castello, al padre Giovanni Raimondo, dagli Odescalchi, che lo riacquistarono nella seconda metà del secolo)[1]
- Duca di Poli
- Duca di Guadagnolo